# Laurence Harvey
Pour les articles homonymes, voir Harvey.
Laurence Harvey est un acteur, réalisateur, producteur de cinéma et scénariste britannique d'origine lituanienne, né Zvi Mosheh Skikne, le 1er octobre 1928 à Joniškis, en (Lituanie), et mort le 25 novembre 1973  à Londres, en Angleterre, au (Royaume-Uni).

## Biographie
La carrière au cinéma de Laurence Harvey prend son essor au début des années 1950 : il s'impose progressivement dans des films d'aventures ou réalistes aux budgets modestes. Dans I Believe in You (avec Celia Johnson) et Les bons meurent jeunes (avec Gloria Grahame et Richard Basehart) signés respectivement Basil Dearden et Lewis Gilbert (qui le dirige à plusieurs reprises), il croise la débutante Joan Collins qui lui réserve plusieurs pages émues dans son autobiographie Passé imparfait. Ailleurs il a pour partenaires Lois Maxwell, future secrétaire dans James Bond, et Maxwell Reed, futur mari de Joan Collins. Il participe également aux superproductions historiques La Rose noire, Richard Cœur de Lion et Les Chevaliers de la Table ronde, dont les stars masculines sont Tyrone Power et Orson Welles, Robert Taylor, son compatriote Rex Harrison.
En 1954 il triomphe dans Roméo et Juliette. Harvey tourne beaucoup par la suite : il apparaît notamment dans Les Quatre Plumes blanches, Les Chemins de la haute ville (1959) qui vaut l'Oscar de la meilleure actrice à Simone Signoret, le western Alamo de et avec John Wayne, Été et Fumées d'après Tennessee Williams avec Geraldine Page, La Rue chaude d'Edward Dmytryk avec Jane Fonda, Un crime dans la tête de John Frankenheimer avec Frank Sinatra, Le Deuxième Homme de Carol Reed avec Lee Remick, L'Outrage de Martin Ritt avec Paul Newman, Darling de John Schlesinger avec Julie Christie, The Winter's Tale (en) d'après Le Conte d'hiver de Shakespeare (rôle de Léonte, roi de Sicile), Maldonne pour un espion d'Anthony Mann aux côtés de Tom Courtenay et Mia Farrow qu'il achève lui-même après la mort du réalisateur, entouré d'une pléiade de stars (Peter Sellers, Raquel Welch, Ringo Starr, Christopher Lee dans The Magic Christian (rôle d'Hamlet), dans le péplum Pour la conquête de Rome et sa suite mis en scène par Robert Siodmak, auquel participent Orson Welles et Sylva Koscina, dirigé par Mauro Bolognini dont il produit L'assoluto naturale (1969) ; l'année suivante Welles l'engage pour The Deep, resté inachevé.
Lui-même réalise en 1963 La Cérémonie (en), où il met en scène Sarah Miles, et en 1974 Welcome to Arrow Beach (en).
Laurence Harvey a entre autres incarné à l'écran l'écrivain homosexuel Christopher Isherwood aux côtés de Julie Harris et un des frères Grimm.
Sa carrière à la télévision est plus modeste : Harvey s'illustre dans plusieurs adaptations de Shakespeare (en compagnie de Margaret Leighton ou Patrick MacNee), Charles Dickens ou George Bernard Shaw, dans la série Alfred Hitchcock présente, le téléfilm policier Dial M for Murder d'après Frederick Knott, côtoyant le réalisateur Robert Hamer, le scénariste Rod Serling et l'actrice allemande Hildegarde Knef. En 1973, il compose un méchant d'anthologie : Emmett Clayton, champion d'échecs mégalomane, dans Columbo : Match dangereux.
Laurence Harvey est le père de la chasseuse de primes Domino Harvey, qu'il a eue avec l'ex-mannequin Paulene Stone.
Laurence Harvey est mort en novembre 1973 d'un cancer de l'estomac.

## Filmographie

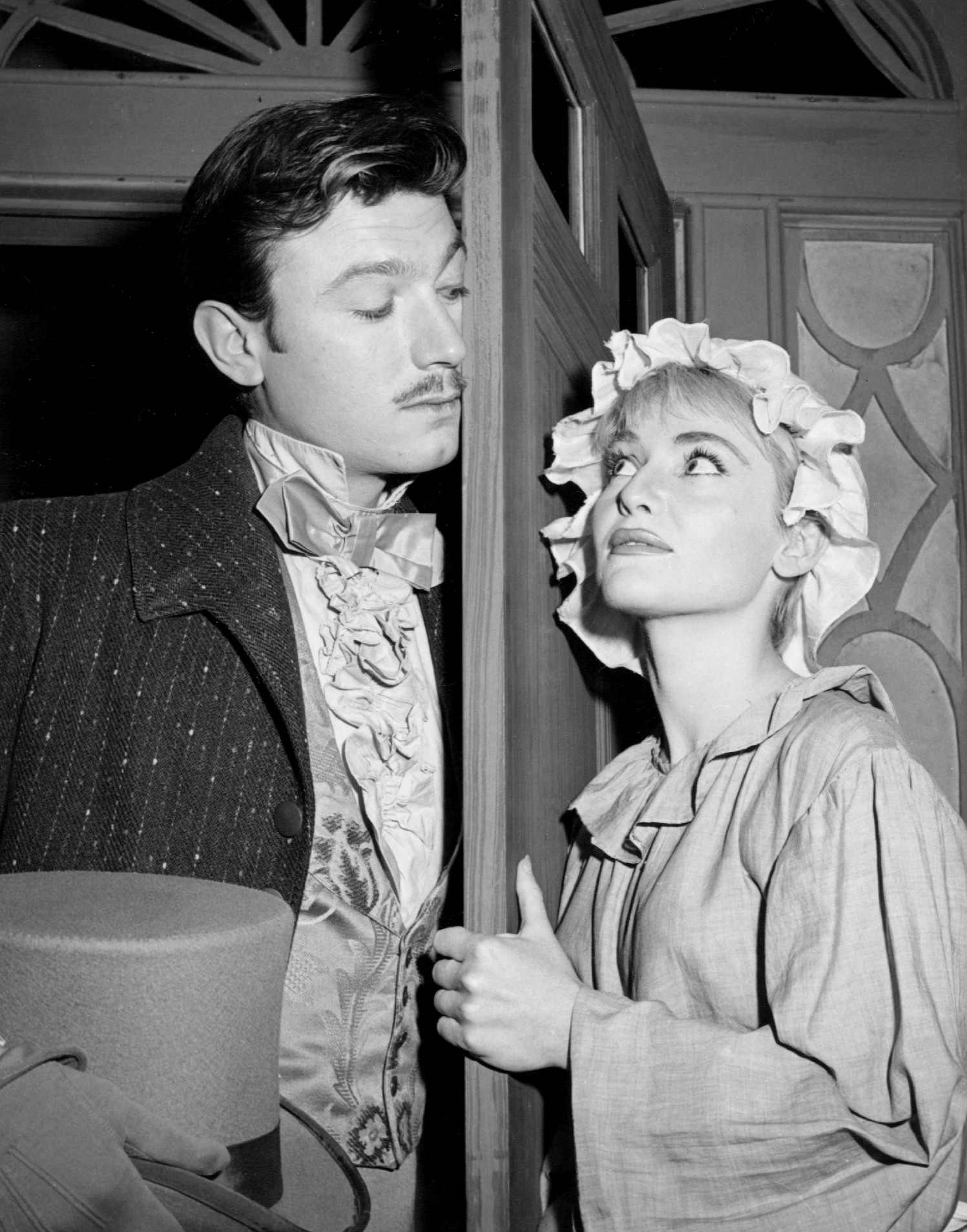
Laurence Harvey et Diane Cilento en 1955 dans The Alcoa Hour (série TV).

### Acteur

#### Années 1940/1950
- 1948 : House of Darkness de Oswald Mitchell : Francis Merryman
- 1948 : Man on the Run de Lawrence Huntington : Detective Sergeant Lawson
- 1948 : The Dancing Years : Bit Part
- 1949 : The Man from Yesterday de Oswald Mitchell : John Matthews
- 1949 : Landfall de Ken Annakin : P / O Hooper
- 1950 : Othello (TV) : Cassio
- 1950 : The Black Rose de Henry Hathaway : Edmond
- 1950 : Cairo Road de David MacDonald : Lt. Mourad
- 1951 : There Is Another Sun de Lewis Gilbert : Mag Maguire
- 1951 : The Scarlet Thread de Lewis Gilbert : Freddie
- 1952 : A Killer Walks de Ronald Drake : Ned
- 1952 : I Believe in You de Basil Dearden : Jordie
- 1953 : As You Like It (TV) : Orlando
- 1953 : Week-end à Paris (Innocents in Paris) de Gordon Parry : François
- 1953 : Women of Twilight de Gordon Parry : Jerry Nolan
- 1954 : Les bons meurent jeunes (The Good Die Young) de Lewis Gilbert : Miles « Rave » Ravenscourt
- 1954 : Richard Cœur de Lion (King Richard and the Crusaders) de David Butler : Sir Kenneth of the Leopard
- 1954 : Roméo et Juliette (Romeo and Juliet) de Renato Castellani : Roméo
- 1955 : Une fille comme ça (I am a Camera) de Henry Cornelius : Christopher Isherwood
- 1955 : Les Quatre Plumes blanches (Storm Over the Nile) de Zoltan Korda et Terence Young : John Durrance
- 1955 : The Alcoa Hour (en) (TV), épisode The Small Servant : Dick Swiveller
- 1956 : Trois hommes dans un bateau (Three Men in a Boat) de Ken Annakin : George
- 1957 : After the Ball de Compton Bennett : Walter de Frece
- 1957 : The Truth About Women de Muriel Box : Sir Humphrey Tavistock
- 1958 : L'Ennemi silencieux (The Silent Enemy) de William Fairchild : lieutenant Crabb, R.N.V.R.
- 1959 : Les Chemins de la haute ville (Room at the Top) de Jack Clayton : Joe Lampton
- 1959 : Arthur : Arthur Williams

#### Années 1960
- 1960 : La Patrouille égarée (The Long and the Short and the Tall) de Leslie Norman : Pvt. 'Bammo' Bamforth
- 1960 : Expresso Bongo de Val Guest : Johnny Jackson
- 1960 : Alamo (The Alamo) de John Wayne : Col. William Travis
- 1960 : La Vénus au vison (BUtterfield 8) de Daniel Mann : Weston Liggett
- 1961 : Anna et les Maoris (Two Loves) de Charles Walters : Paul Lathrope
- 1961 : Été et Fumées (Summer and Smoke) de Peter Glenville : John Buchanan, Jr
- 1962 : La Rue chaude (Walk on the Wild Side) de Edward Dmytryk : Dove Linkhorn
- 1962 : The Flood (TV) : Narrator
- 1962 : Les Amours enchantées (The Wonderful World of the Brothers Grimm) de George Pal : Wilhelm Grimm / The Cobbler ('The Cobbler and the Elves')
- 1962 : Un crime dans la tête (The Manchurian Candidate) de John Frankenheimer : SFC. Raymond Shaw
- 1963 : Citoyen de nulle part (A Girl Named Tamiko) de John Sturges : Ivan Kalin
- 1963 : Le Deuxième Homme (The Running Man) de Carol Reed : Rex Black
- 1963 : La Cérémonie (en) (The Ceremony), dont il est aussi réalisateur : Sean McKenna
- 1964 : L'Ange pervers (Of Human Bondage) de Ken Hughes : Philip Carey
- 1964 : L'Outrage (The Outrage) de Martin Ritt : col. Wakefield
- 1965 : Darling de John Schlesinger : Miles Brand
- 1965 : Les Chemins de la puissance de Ted Kotcheff : Joe Lampton
- 1966 : The Spy with a Cold Nose de Daniel Petrie : Dr Francis Trevelyan
- 1967 : Dial M for Murder (TV) : Mark Wendice
- 1968 : The Winter's Tale de Frank Dunlop : Léonte, roi de Sicile
- 1968 : Maldonne pour un espion (A Dandy in Aspic) de Anthony Mann : Alexander Eberlin
- 1968 : Pour la conquête de Rome I (Kampf um Rom I) : Cethegus
- 1968 : Rébus (Rebus) de Nino Zanchin : Jeff Miller
- 1969 : L'assoluto naturale de Paolo Pietrangeli : He
- 1969 : Tchaïkovski : narrateur
- 1969 : Pour la conquête de Rome II (Kampf um Rom II - Der Verrat) : Cethegus
- 1969 : The Magic Christian de Joseph McGrath : Hamlet

#### Années 1970
- 1970 : The Deep de Orson Welles : Hughie Warriner
- 1970 : WUSA de Stuart Rosenberg : Farley
- 1972 : Escape to the Sun de Menahem Golan : Major Kirsanov
- 1973 : Columbo : Match dangereux (The Most Dangerous Match) : Emmett Clayton
- 1973 : Terreur dans la nuit (Night Watch) de Brian G. Hutton : John Wheeler
- 1974 : Welcome to Arrow Beach (en) : Jason Henry

### Réalisateur
- 1963 : La Cérémonie (en) (The Ceremony)
- 1968 : Maldonne pour un espion (à la suite du décès d'Anthony Mann lors de la réalisation du film)
- 1974 : Welcome to Arrow Beach (en)

### Producteur
- 1963 : La Cérémonie (en) (The Ceremony)
- 1969 : L'assoluto naturale

### Scénariste
- 1963 : La Cérémonie (en) (The Ceremony)

## Voix françaises
René Arrieu dans : Richard Cœur de Lion ; L'ennemi silencieux.
Jean Louis Jemma dans : Roméo et Juliette.
Michel Francois dans : Les Quatre plumes blanches.
Hubert Noel dans : Les chemins de la haute vie.
Jean Claude Michel dans : La patrouille égarée ; Alamo ; Un crime dans la tête.
Gabriel Cattand dans : La Vénus au vison ; Maldonne pour un espion.
Marcel Bozzuffi dans : La rue chaude ; Les chemins de la puissance.
Dominique Paturel dans : L'outrage.
Jacques Thébault dans : Darling Chérie ; Match Dangereux (série).